# Amos E. Joel Jr.
Amos Edward Joel Jr. (12 de marzo de 1918 - 25 de octubre de 2008) fue un ingeniero eléctrico estadounidense, que destacó por sus contribuciones y más de setenta patentes relacionadas con los sistemas de conmutación de telecomunicaciones.

## Biografía
Joel nació en Filadelfia y pasó parte de su juventud en Nueva York, donde se graduó en el instituto DeWitt Clinton del Bronx.
Obtuvo su licenciatura (1940) y máster (1942) en ingeniería eléctrica en el Instituto Tecnológico de Massachusetts, donde trabajó en el Analizador Diferencial Rockefeller (proyecto dirigido por Vannevar Bush), y en una tesis sobre diseño funcional de relés y circuitos de conmutación, asesorado por Samuel H. Caldwell. 
Joel trabajó en los Laboratorios Bell (1940-83), donde primero realizó estudios de criptología (colaboración con Claude Shannon), seguidos de estudios sobre el sistema de conmutación electrónica que dieron lugar al conmutador 1ESS (1948-60). A continuación, dirigió el desarrollo de servicios telefónicos avanzados (1961-68), que dieron lugar a varias patentes, entre ellas una sobre el sistema de posición de servicio de tráfico (Traffic Service Position System) y un mecanismo para el traspaso en la comunicación celular (1972).
Este último invento generalizó la telefonía móvil al permitir que una multitud de llamantes utilizaran simultáneamente el limitado número de frecuencias disponibles y al permitir el traspaso fluido de llamadas de torre a torre mientras los llamantes se desplazaban. Después de 1983, trabajó como consultor para AT&T, desarrollando mecanismos de conmutación óptica.
Joel falleció en su casa de Maplewood, Nueva Jersey, el 25 de octubre de 2008, a los 90 años.

## Publicaciones
- Electronic Switching: Central Office Systems of the World (IEEE Press, 1976)
- With Robert J. Chapuis (eds.):  100 Years of Telephone Switching (1878–1978: Part 1: Manual and Electromechanical Switching), Elsevier 1982.  Part 2:  Electronics, Computers and Telephone Switching (Elsevier, 1990).
- A History of Engineering and Science in the Bell System: the Early Years, 1875–1925 (Bell Labs, 1985)
- A History of Engineering and Science in the Bell System: Switching Technology, 1925–1975 (Bell Labs)
- Asynchronous Transfer Mode (IEEE Press, 1993)

## Premios
- Patente destacada del estado de Nueva Jersey (1972)
- Medalla Alexander Graham Bell del IEEE (1976)
- Medalla Stuart Ballantine del Instituto Franklin (1981)
- Medalla Colombina (Génova, 1983)
- Academia Nacional de Ingeniería (1981)
- Premio del Centenario de la UIT (1983)
- Premio Kioto (1989)
- Inventor del Año de Nueva Jersey (1989)
- Medalla de Honor del IEEE (1992)
- Medalla Nacional de Tecnología (1993)
- Salón Nacional de la Fama de los Inventores (2008)
- Premio a la Trayectoria de la Sociedad Marconi (2009)
- Salón de la Fama de la Tecnología Inalámbrica (2012)